# Franco (compositor)
José Franco Lattari (Rio de Janeiro, 18 de fevereiro de 1952 – Rio de Janeiro, 18 de dezembro de 2007), mais conhecido como Franco, foi um compositor e cantor brasileiro. Autor de samba-enredo da União da Ilha do Governador, suas maiores composições são: "1910 - Deu Burro na Cabeça" (1981), "De Bar em Bar", Didi, um Poeta" (1991), "Abrakadabra", o Despertar dos Mágicos" (1994), entre outros.
Franco compôs o tema do carnaval Globeleza, em parceria com o sambista Jorge Aragão.
Suas composições já foram gravadas por Beth Carvalho, Arlindo Cruz, Maria Rita, Joel Teixeira, Carlinhos de Pilares, Exaltasamba, Agepê, entre outros.